# Comuna Puconci
Puconci (Občina Puconci) este o comună din Slovenia, cu o populație de 6 281 locuitori (2002).

## Localități
Beznovci, Bodonci, Bokrači, Brezovci, Dankovci, Dolina, Gorica, Kuštanovci, Lemerje, Mačkovci, Moščanci, Otovci, Pečarovci, Poznanovci, Predanovci, Prosečka vas, Puconci, Puževci, Strukovci, Šalamenci, Vadarci, Vaneča, Zenkovci